# Армавіро-Майкопська операція
Армавіро-Майкопська операція (рос. Армавиро-Майкопская операция) — оборонна операція радянських військ Північно-Кавказького фронту на Північному Кавказі, частина битви за Кавказ 1942-43.

## Історія

### Передумови
Командування німецької групи армій «A», не зумівши оточити радянські війська між Доном і Кубанню і встановивши їх відхід за Кубань, вирішило змінити напрямок головного удару, направивши з'єднання 1-ї танкової армії на Армавір, Майкоп із завданням у взаємодії з 17-ю польовою армією, що наступала на Краснодар, захопити нафтопромисли Майкопа, прорватися до узбережжя Чорного моря в районі Туапсе і оточити основні сили Північно-Кавказького фронту в районах Новоросійська і Краснодара.

### Склад сторін

#### СРСР
- Північно-Кавказький фронт (командувач Маршал Радянського Союзу Будьонний С. М.)
  - 12-та армія (командувач генерал-майор Гречко А. А.)
  - 18-та армія (командувач генерал-лейтенант Камков Ф. В.)
  - 56-та армія (командувач генерал-майор Рижов О. І.)
  - 5-та повітряна армія (командувач генерал-лейтенант авіації Горюнов С. К.)
  - 1-й окремий стрілецький корпус
  - 17-й козачий кавалерійський корпус

#### Німеччина
- Група армій «A» (командувач генерал-фельдмаршал Вільгельм фон Ліст)
- 17-та армія (командувач генерал-полковник Ріхард Руофф)
  - XXXXIV армійський корпус (командир генерал артилерії Максиміліан де Ангеліс)
  - V армійський корпус (командир генерал від інфантерії Вільгельм Ветцель)
  - LVII танковий корпус (командир генерал танкових військ Фрідріх Кірхнер)
  - XXXXIX гірський корпус (командир генерал гірсько-піхотних військ Рудольф Конрад)
- 1-ша танкова армія (командувач генерал-полковник Евальд фон Кляйст)
  - III танковий корпус (командир генерал кінноти Ебергард фон Маккензен)
  - XXXX танковий корпус (командир генерал танкових військ Лео Гайр фон Швепенбург)
- 4-й повітряний корпус (командир генерал авіації Курт Пфлюгбайль)

### Хід операції
До початку Армавір-Майкопської операції війська радянського Північно-Кавказького фронту під командуванням маршала Радянського Союзу Будьонного С. М. займали рубіж Березанська, Кропоткін, Новомихайловське, Армавір, Советська. Підготовку до операції радянське командування проводило в вкрай обмежені терміни. Армавір, Майкоп та інші міста, узбережжя річок Кубань, Лаба і Біла до оборони зі сходу і північного сходу не були підготовлені. Крім того, війська 12-ї і 18-ї армій, 1-го окремого стрілецького корпусу в попередніх боях були значно ослаблені і потребували озброєнні, боєприпасах і пальному. В середньому одна дивізія оборонялася на фронті в 40 км. Вермахт на напрямку головного удару перевершував радянські війська в піхоті в 4, в артилерії в 10, в авіації в 7,7 рази і в багаторазово в танках.
6-8 серпня 1942 року в ході боїв у районах Новомихайловського, Армавіра і Советської, під тиском німецьких військ частини 12-ї армії і 1-го окремого стрілецького корпусу були змушені залишити Армавір та відступити на рубіж Михайлівська, Піщаний. До цього часу передові частини 17-ї армії генерал-полковника Ріхарда Руоффа підійшли до Краснодарського оборонного обводу. У зв'язку з обстановкою, що склалася, Ставка ВГК передала зі свого резерву деякі частини і з'єднання для посилення фронту і наказала терміново організувати оборону нафтоносного району Майкопа і шосе на Туапсе. Але утримати рубіж на річці Лаба радянським військам не вдалося.
8-12 серпня на краснодарському і майкопскому напрямках тривали напружені бої. 10 серпня німецьким військам вдалося захопити Майкоп, Білоріченську та на цьому напрямку опанувати плацдарм на лівому березі річки Біла, а також Краснодар і вийти до річки Кубань. У наступних боях німецьке командування намагалося оточити і знищити радянські війська в районах Суздальської і Ключової і відкрити собі шлях до гірських проходів у напрямку Туапсе. Однак опір військ фронту, посилених резервами Ставки, наростав. До 15-17 серпня наступ німецьких військ був зупинений по рубежу Самурська, Хадиженська, на південь від Ключової і Ставропольської. Підступи до головних гірських проходів, що дозволяли прорватися до узбережжя Чорного моря, були міцно прикриті.
В результаті проведеної оборонної операції радянським військам Північно-Кавказького фронту вдалося зупинити німецький наступ на туапсинському напрямку й утримувати оборону по рубежу: Хамишкі—Самурська—Нефтегорськ—північніше Хадиженська—південніше Ключова—Ставропольська. Водночас військам Закавказького фронту вдалося зайняти оборону по рубежах річок Терек, Баксан і на перевалах Головного Кавказького хребта, прикривши напрямки на Баку і на Тбілісі.